# Apospasta rougeoti
Apospasta rougeoti là một loài bướm đêm trong họ Noctuidae.